# 골든 디스크 어워즈
골든 디스크 어워즈(영어: Golden Disc Awards)는 대한민국 대중가요분야에서 우수한 앨범과 가수, 제작자를 선정하는 시상식으로서 대중문화 창작의욕의 진작과 신인 발굴, 음반산업 성장에 기여할 목적으로 개최하는 시상식이다. 1986년에 제1회 시상식이 열렸으며 대한민국에서 가장 전통 있는 음악 시상식으로 인정받고 있다. 2001년 '대한민국 영상음반대상'에서 '골든 디스크상'으로 이름이 바뀌었다. 방송은 2012년부터는 JTBC가 중계방송하고 있는데 이 때부터 매년 1월 개최-전년도 내용 위주로 형식이 변경됐다.
한편, 당초 일간스포츠에서 주최했으나 일간스포츠가 KG그룹에 매각되자 주최사가 중앙그룹으로 변경됐다.

## 심사 기준
음반 판매량이 약 80%를 차지하고, 전문가 평가가 약 20%를 치지한다. (단 디지털 음원 부문은 음원 데이터량 60%) 인기투표 등도 실시하나 음반(음원) 판매량의 비중이 높은 관계로 대개 그 해에 가장 많은 음반(음원)을 판매한 가수가 수상하게 된다. 인기투표는 인기상에 반영된다.

## 트로피
골든 디스크상의 상징인 '생황 부는 여인상'은 한국 조각가 협회 부회장을 역임한 충북대 미술 교육과 김수현 교수가 각고의 노력 끝에 완성한 작품이다.
그 여인이 받쳐 든 생황은 한국 고유의 관악기로 대중 예술의 발전이라는 취지를 담고 있다.

## 역대 대상
- 2006년부터 음반 부문과 디지털 음원 부문으로 나누어서 시상을 시작하였다.
- SG워너비는 가수 중 최초로 음반 부문 대상과 디지털 음원 부문 대상을 모두 수상하였다.
- 소녀시대는 걸그룹 중 최초이자 유일하게 음반 부문 대상과 디지털 음원 부문 대상을 모두 수상한 그룹으로 기록되어 있다.
- EXO는 골든 디스크 역사상 최초로 음반 부문 대상을 4회 연속으로 수상하였다.
- 방탄소년단은 골든 디스크 역사상 최초로 한 해에 음반 부문 대상과 디지털 음원 부문 대상을 동시에 수상하였다.
- 역대 최다 대상 수상자는 방탄소년단으로, 6회 연속 (2017, 2018, 2019, 2020, 2021,2022) 음반 부문 대상과 2020년 디지털 음원 부문 대상을 수상하였다.
- 역대 최다 대상을 수상한 소속사는 SM 엔터테인먼트으로 8년 연속 대상 (2008 ~ 2016)을 수상했다.

| 횟수 | 연도   | 음반 대상                              | 디지털 음원 대상                      |
| ---- | ------ | -------------------------------------- | ------------------------------------- |
| 1회  | 1986년 | 조용필 <허공>                          | -                                     |
| 2회  | 1987년 | 이문세 <사랑이 지나가면>               | -                                     |
| 3회  | 1988년 | 주현미 <신사동 그 사람>                | -                                     |
| 4회  | 1989년 | 변진섭 <너무 늦었잖아요>               | -                                     |
| 5회  | 1990년 | 변진섭 <너에게로 또 다시>              | -                                     |
| 6회  | 1991년 | 김현식 <내 사랑 내 곁에>               | -                                     |
| 7회  | 1992년 | 신승훈 <보이지 않는 사랑>              | -                                     |
| 8회  | 1993년 | 신승훈 <널 사랑하니까>                 | -                                     |
| 9회  | 1994년 | 김건모 <핑계>                          | -                                     |
| 10회 | 1995년 | 김건모 <잘못된 만남>                   | -                                     |
| 11회 | 1996년 | 김건모 <스피드>                        | -                                     |
| 12회 | 1997년 | H.O.T. <행복>                          | -                                     |
| 13회 | 1998년 | 김종환 <사랑을 위하여>                 | -                                     |
| 14회 | 1999년 | 조성모 <슬픈 영혼식>                   | -                                     |
| 15회 | 2000년 | 조성모 <아시나요>                      | -                                     |
| 16회 | 2001년 | god <길>                               | -                                     |
| 17회 | 2002년 | 쿨 <진실>                              | -                                     |
| 18회 | 2003년 | 조성모 <피아노>                        | -                                     |
| 19회 | 2004년 | 이수영 <휠릴리>                        | -                                     |
| 20회 | 2005년 | SG 워너비 <죄와 벌>                    | -                                     |
| 21회 | 2006년 | 동방신기 <"o"-正.反.合>                | SG 워너비 <내 사람: Partner for Life> |
| 22회 | 2007년 | SG 워너비 <아리랑>                     | 아이비 <이럴 거면>                    |
| 23회 | 2008년 | 동방신기 <MIROTIC>                     | 쥬얼리 <One More Time>                |
| 24회 | 2009년 | 슈퍼주니어 <Sorry, Sorry>              | 소녀시대 <Gee>                        |
| 25회 | 2010년 | 소녀시대 <Oh!>                         | 2AM <죽어도 못 보내>                  |
| 26회 | 2011년 | 슈퍼주니어 <Mr. Simple>                | 소녀시대 <The Boys>                   |
| 27회 | 2012년 | 슈퍼주니어 <Sexy, Free & Single>       | 싸이 <강남스타일>                     |
| 28회 | 2013년 | EXO <XOXO (Kiss&Hug) Repackage>        | 싸이 <GENTLEMAN>                      |
| 29회 | 2014년 | EXO <중독(Overdose)>                   | 태양 <눈, 코, 입>                     |
| 30회 | 2015년 | EXO <EXODUS>                           | 빅뱅 <LOSER>                          |
| 31회 | 2016년 | EXO <EX`ACT>                           | 트와이스 <CHEER UP>                   |
| 32회 | 2017년 | 방탄소년단 <LOVE YOURSELF 承 'Her'>    | 아이유 <밤편지>                       |
| 33회 | 2018년 | 방탄소년단 <LOVE YOURSELF 結 'Answer'> | iKON <사랑을 했다>                    |
| 34회 | 2019년 | 방탄소년단 <MAP OF THE SOUL : PERSONA> | 방탄소년단 <작은 것들을 위한 시>      |
| 35회 | 2020년 | 방탄소년단 <MAP OF THE SOUL : 7>       | 아이유 <Blueming>                     |
| 36회 | 2021년 | 방탄소년단 <BE>                        | 아이유 <Celebrity>                    |
| 37회 | 2022년 | 방탄소년단 <Proof>                     | IVE <LOVE DIVE>                       |
| 38회 | 2023년 | 세븐틴 <FML>                           | NewJeans <Ditto>                      |
| 39회 | 2024년 | 세븐틴 <SPILL THE FEELS>               | Aespa <Supernova>                     |

## 역대 수상자

### 1986년
| 중계사 - KBS 1TV 대상 - 조용필 - 허공 인기 가수상 - 조용필 - 바람이 전하는 말 신인 가수상 - 김승진 - 스잔 - 김완선 - 오늘 밤 | 골든 디스크 본상 - 구창모 - 아픔 만큼 성숙해지고 - 김수희 - 지금은 가지 마세요 - 들국화 - 행진 - 민해경 - 사랑은 이제 그만 - 이광조 - 가까이하기엔 너무 먼 당신 - 이문세 - 난 아직 모르잖아요 - 이선희 - 갈바람 - 조용필 - 허공 - 주현미 - 울면서 후회하네 - 최진희 - 우린 너무 쉽게 헤어졌어요 |

### 1987년
| 중계사 - KBS 대상 - 이문세 - 사랑이 지나가면 인기 가수상 - 김수희 - 지금은 가지 마세요 - 윤수일 - 운명인 것을 신인 가수상 - 문희옥 - 사투리 디스코 - 이정석 - 사랑하기에 | 골든 디스크 본상 - 구창모 - 외로워 외로워 - 김범룡 - 현아 - 김완선 - 나 홀로 뜰 앞에서 - 나미 - 사랑이란 묘한 거야 - 민해경 - 그대는 인형처럼 웃고 있지만 - 벗님들 - 사랑의 슬픔 - 이선희 - 알고 싶어요 - 주현미 - 눈물의 부르스 - 최성수 - 풀잎사랑 - 최진희 - 가버린 당신 |

### 1988년
| 중계사 - KBS 대상 - 주현미 - 신사동 그 사람 인기 가수상 - 소방차 - 일급비밀 신인 가수상 - 변진섭 - 홀로 된다는 것 - 이상은 - 담다디 | 골든 디스크 본상 - 김종찬 - 사랑이 저만치 가네 - 김현식 - 비처럼 음악처럼 - 이남이 - 울고 싶어라 - 민해경 - 그대 모습은 장미 - 이문세 - 시를 위한 시 - 이선희 - 나 항상 그대를 - 이치현과 벗님들 - 집시여인 - 전영록 - 저녁놀 - 정수라 - 환희 - 최성수 - 후인 |

### 1989년
| 중계사 - KBS 대상 - 변진섭 - 너무 늦었잖아요 인기 가수상 - 김흥국 - 호랑나비 신인 가수상 - 박학기 - 이미 그댄 - 조갑경 - 바보같은 미소 | 골든 디스크 본상 - 문희옥 - 사랑의 거리 - 민해경 - 존댓말을 써야 할지 - 양수경 - 사랑은 창밖의 빗물 같아요 - 이선희 - 나의 거리 - 이승철 - 안녕이라고 말하지 마 - 조덕배 - 그대 내 마음에 - 조하문 - 내 아픔 아시는 당신께 - 주현미 - 짝사랑 - 태진아 - 옥경이 - 현철 - 봉선화 연정 |

### 1990년
| 중계사 - MBC 대상 - 변진섭 - 너에게로 또 다시 기획상 - 엄용섭 - 너에게로 또 다시 인기 가수상 - 민해경 - 보고 싶은 얼굴 신인 가수상 - (여자 부문) 박성신 - 한 번만 더 - (남자 부문) 김민우 - 사랑일뿐야 작사상 - 박주연 - 너에게로 또 다시, 사랑일뿐야 작곡상 - 하광훈 - 너에게로 또 다시, 사랑일뿐야 | 골든 디스크 본상 - 신해철 - 슬픈 표정 하지 말아요 - 김민우 - 사랑일뿐야 - 현철 - 싫다 싫어 - 강인권, 권인하, 김현식 - 비오는 날의 수채화 - 태진아 - 거울도 안 보는 여자 - 주현미 - 잠깐만 - 나미 - 인디언 인형처럼 - 김완선 - 나만의 것 - 이선희 - 추억의 책장을 넘기면 - 민해경 - 보고 싶은 얼굴 |

### 1991년
| 중계사 - MBC 대상 - 김현식 - 내 사랑 내 곁에 제작자 대상 - 전갑신 서라벌레코드 SKC 인기 가수상 - 신해철 - 재즈 카페 - 강수지 - 흩어진 나날들 SKC 신인 가수상 - 심신 - 오직 하나뿐인 그대 - 윤상 - 이별의 그늘 특별상 - 임정수 지구레코드사 사장 | 골든 디스크상 - 이승환 - 너를 향한 마음 - 김정수 - 당신 - 신승훈 - 미소 속에 비친 그대 - 현철 - 아차하다 - 이상우 - 그녀를 만나는 곳 백 미터 전 - 노사연 - 만남 - 김완선 - 가장무도회 - 김지애 - 미스터 유 - 민해경 - 이별이 오기 전에 - 양수경 - 이별의 끝은 어디인가요 |

### 1992년
| 중계사 - MBC 대상 - 신승훈 - 보이지 않는 사랑 제작자 대상 - 이성균 ㈜ 덕윤산업 대표 SKC 인기 가수상 - 이덕진 - 내가 아는 한 가지 - 현진영 - 흐린 기억 속의 그대 SKC 장려상 - 김국환 - 타타타 - 문희옥 - 성은 김이요 특별상 - 신현택 한국음반협회 명예회장 | 골든 디스크상 - 015B - 아주 오래된 연인들 - 윤상 - 너에게 - 서태지와 아이들 - 난 알아요 - 푸른하늘 - 자아도취 - 봄여름가을겨울 - 10년 전의 일기를 꺼내며 - 설운도 - 여자 여자 여자 - 노사연 - 이 마음 다시 여기에 - 김완선 - 애수 - 양수경 - 한번 더 생각해봐요 - 이오공감(이승환, 오태호) - 한 사람을 위한 마음 |

### 1993년
| 중계사 - MBC 대상 - 신승훈 - 널 사랑하니까 제작자 대상 - 이성균 ㈜ 덕윤산업 대표 SKC 인기 가수상 - 최연제 - 너의 마음을 내게 준다면 SKC 장려상 - 최유나 - 흔적 - 박정운 - 먼 훗날에 특별상 - 신홍균 음반협회 부회장 | 골든 디스크상 - 서태지와 아이들 - 하여가 - 김수희 - 애모 - 설운도 - 여자 여자 여자 - 김종서 - 겨울비 - 김건모 - 첫인상 - 015B - 신인류의 사랑 - 신효범 - 언제나 그 자리에 - 이승환 - 내게 - 이문세 - 눈물 흘리지 마요 - 김원준 - 언제나 |

### 1994년
| 중계사 - MBC 대상 - 김건모 - 핑계 제작자 대상 - 이성균 ㈜ 덕윤산업 대표 SKC 인기 가수상 - 듀스 - 우리는 - 최연제 - 너를 잊을 수 없어 SKC 장려상 - 김민교 - 마지막 승부 SKC 신인 가수상 - 투투 - 일과 이분의 일 | 본상 - 신승훈 - 그 후로 오랫동안 - 서태지와 아이들 - 발해를 꿈꾸며 - 신효범 - 난 널 사랑해 - 임주리 - 립스틱 짙게 바르고 - 설운도 - 너만을 사랑했다 - 부활 - 사랑할수록 - 김현철 - 달의 몰락 - 최유나 - 밀회 - 김원준 - 너 없는 동안 특별상 - 길옥윤 작곡가 |

### 1995년
| 중계사 - MBC 대상 - 김건모 - 잘못된 만남 제작자 대상 - 사맹석 라인음향 대표 SKC 인기 가수상 - 서태지와 아이들 - Comeback Home SKC 장려상 - 녹색지대 - 사랑을 할 거야 SKC 신인 가수상 - 성진우 - 포기하지 마 | 본상 - 룰라 - 날개 잃은 천사 - 솔리드 - 이 밤의 끝을 잡고 - 박미경 - 이브의 경고 - R.ef - 고요 속의 외침 - 노이즈 - 상상속의 너 - 설운도 - 쌈바의 여인 - 김원준 - 세상은 나에게 - 김종서 - 플라스틱 신드롬 - 태진아 - 가버린 사랑 - 신효범 - 너의 곁에 있고 싶어 특별상 - 이미자 |

### 1996년
| 중계사 - MBC 대상 - 김건모 - 스피드 제작자 대상 - 박남성 도레미레코드 대표 SKC 인기 가수상 - 김종환 - 존재의 이유 SKC 신인 가수상 - 아이돌 - Bow Wow - H.O.T. - 캔디 특별상 - 현인 | 본상 - 김건모 - 스피드 - 노이즈 - 홀로서기 - 박미경 - 아담의 심리 - 설운도 - 쌈바의 여인 - 신승훈 - 운명 - 조관우 - 님은 먼 곳에 - 최백호 - 낭만에 대하여 - 클론 - 꿍따리 샤바라 - 터보 - Twist King - 패닉 - 달팽이 |

### 1997년
| - 사회자 : 한선교, 이승연 - 일시 : 1997년 12월 14일 오후 2시 50분 - 중계사 : MBC - 장소 : 국립극장 해오름극장 대상 - H.O.T. - 행복 제작자 대상 - 장용진 SM엔터테인먼트 SKC 인기 가수상 - 디바 - 그래 - 언타이틀 - 날개 SKC 신인 가수상 - 양파 - 애송이의 사랑 - 지누션 - 말해줘 특별상 - 현숙 - 요즘 남자 요즘 여자 | 본상 - 김경호 - 나를 슬프게 하는 사람들 - 설운도 - 사랑의 트위스트 - 유승준 - 가위 - UP - 뿌요뿌요 - 이지훈 - 왜 하늘은 - 임창정 - 그때 또 다시 - 젝스키스 - 연정 - 카니발 - 그땐 그랬지 - 클론 - 도시 탈출 - 터보 - Goodbye Yesterday |

### 1998년
| - 사회자 : 신동호, 김희선 - 일시 : 1998년 12월 5일 오후 4시 20분 - 중계사 : MBC - 장소 : 국립극장 해오름극장 대상 - 김종환 - 사랑을 위하여 제작자 대상 - 손명수 애플레코드사 <사랑을 위하여> SKC 인기 가수상 - 쿨 - 애상 - 김정민 - 비(悲) SKC 신인 가수상 - 핑클 - Blue Rain - 태사자 - 애심 - S.E.S. - I'm Your Girl | 본상 - 김현정 - 그녀와의 이별 - 김건모 - 사랑이 떠나가네 - 신승훈 - 지킬 수 없는 약속 - 태진아 - 애인 - 엄정화 - 포이즌 - H.O.T. - 열 맞춰 - 김경호 - 나의 사랑 천상에서도 - 젝스키스 - 무모한 사랑 - 터보 - 애인이 생겼어요 (True Love) - 설운도 - 재회 특별상 - 송대관 - 네 박자 |

### 1999년
| - 사회자 : 신동호, 송윤아 - 일시 : 1999년 12월 16일 오후 6시 35분 - 중계사 : MBC - 장소 : 세종문화회관 대극장 대상 - 조성모 - 슬픈 영혼식 인기 가수상 - 클론 - 돌아와 - 룰라 - 기도 - 김경호 - 아름답게 사랑하는 날까지 신인 가수상 - 이정현 - 와 - 원타임 - 원타임 특별상 - 태진아 - 외로워 마세요 | 본상 - 김현정 - 되돌아온 이별 - 젝스키스 - Com' Back - H.O.T. - 아이야! - S.E.S. - LOVE - 설운도 - 누이 - 핑클 - 영원한 사랑 - 엄정화 - 몰라 - 유승준 - 열정 - 송대관 - 네 박자 - 최유나 - 미움인지 그리움인지 |

### 2000년
| - 사회자 : 신동호, 황수정 - 일시 : 2000년 12월 1일 오후 7시 20분 - 중계사 : MBC - 장소 : 세종문화회관 대극장 대상 - 조성모 - 아시나요 인기 가수상 - 컨츄리꼬꼬 - 오! 가니 - 제이 - 어제처럼 - 신화 - Only One 신인 가수상 - 샤크라 - 한 - 박효신 - 해줄 수 없는 일 - SKY - 영원 트로트상 - 설운도 - 천년의 만남 | 본상 - god - 거짓말 - 박지윤 - 성인식 - 홍경민 - 흔들린 우정 - 엄정화 - Escape - 터보 - Tonight - 김현정 - 멍 - 유승준 - 찾길 바래 - 이정현 - 너 - 태진아 - 사랑은 아무나 하나 - 핑클 - Now - 신승훈 - 전설 속의 누군가처럼 공로상 - 클론 - 초련 - 최유나 - 와인 글라스 |

### 2001년
| - 사회자 : 신동호, 김현주 - 일시 : 2001년 12월 14일 오후 6시 40분 - 중계사 : MBC - 장소 : 세종문화회관 대극장 대상 - god - 길 인기 가수상 - S.E.S. - 감싸 안으며 - 유승준 - Wow 신인 가수상 - 성시경 - 처음처럼 - 장나라 - 고백 록상 - 김종서 - 절대사랑 트로트상 - 태진아 - 잘났어 정말 | 본상 - 김건모 - 미안해요 - 임창정 - 기다리는 이유 - 이기찬 - 또 한 번 사랑은 가고 - 박진영 - 난 여자가 있는데 - 포지션 - I Love You - 강타 - 북극성 - 신화 - Wild Eyes - 쿨 - Jumpo Mambo - 왁스 - 화장을 고치고 - 코요태 - 파란 공로상 - 송대관 - 그 사람이 그 사람 - 하춘화 - 따로 따로 사랑 |

### 2002년
| - 사회자 : 신동호, 송윤아 - 일시 : 2002년 12월 13일 오후 5시 20분 - 중계사 : MBC - 장소 : 세종문화회관 대극장 대상 - 쿨 - 진실 인기상 - 베이비복스 - 우연 본상 - 왁스 - 부탁해요 - 코요태 - 비몽 - 박효신 - 좋은 사람 - 성시경 - 우린 제법 잘 어울려요 - 이수영 - 라라라 - 신승훈 - 사랑해도 헤어질 수 있다면 - 장나라 - Sweet Dream - 신화 - Perfect Man - 강타 - 사랑은 기억보다 | 록상 - 자우림 - 팬이야 트로트상 - 태진아 - 사랑은 장난이 아니야 신인상 - 휘성 - 안 되나요 - 비 - 나쁜 남자 특별상 - 박경림 - 착각의 늪 뮤직비디오 작품상 - 조PD - My Style 뮤직비디오 감독상 - 김남경 - 어떤가요 (박화요비) 뮤직비디오 PAVV 인기상 - 박정현 - 꿈에 공로상 - 김세레나 |

### 2003년
| - 사회자 : 서경석, 하지원 - 일시 : 2003년 12월 5일 오후 5시 20분 - 중계사 : MBC - 장소 : 경희대학교 평화의 전당 대상 - 조성모 - 피아노 본상 - 신화 - 너의 결혼식 - NRG - Hit Song - 왁스 - 관계 - 이수영 - 덩그러니 - 이효리 - 10 Minutes - 조성모 - 피아노 - 코요태 - 비상 - 쿨 - 결혼을 할 거라면 - 플라이 투 더 스카이 - Missing You - 휘성 - With Me | PAVV 인기 가수상 - S - I Swear PAVV 신인 가수상 - 세븐 - 와줘 - 빅마마 - Break Away PAVV 록상 - 마야 - 진달래꽃 HAUZEN 트로트상 - 태진아 - 바보 공로상 - 양희은 특별상 - 강원래 |

### 2004년
| - 사회자 : 유정현, 성유리 - 일시 : 2004년 12월 2일 오후 5시 50분 - 중계사 : SBS - 장소 : 세종문화회관 대극장 대상 - 이수영 - 휠릴리 본상 - 비 - It's Raining - 세븐 - 열정 - 신화 - Brand New - 휘성 - 불치병 - 거미 - 기억상실 - 신승훈 - 그런 날이 오겠죠 - 이승철 - 긴 하루 - 코요태 - 디스코왕 - 엠씨 더 맥스 - 사랑의 시 | PAVV 인기 가수상 - 김종국 - 한 남자 - 박상민 - 해바라기 PAVV 신인 가수상 - SG 워너비 - Timeless - 테이 - 사랑은 향기를 남기고 PAVV 록상 - 자우림 - 하하하쏭 HAUZEN 트로트상 - 태진아 - 동반자 이로써 태진아는 사랑은 아무나 하나 부터 동반자 까지 5년연속 골든디스크상 하우젠 트로트상 을 받는 영예을 안았다 공로상 - 패티 김 |

### 2005년
| - 사회자 : 탁재훈, 정지영 - 일시 : 2005년 12월 7일 오후 6시 - 중계사 : MTV 코리아 - 장소 : 세종문화회관 대극장 대상 - SG 워너비 - 죄와 벌 본상 - 김종국 - 제자리 걸음 - SG 워너비 - 죄와 벌 - M - Bump - 버즈 - 겁쟁이 - 신혜성 - 같은 생각 - 조성모 - 눈물이 나요 - god - 보통날 - 코요태 - 빙고 - MC몽 - 천하무적 - 휘성 - Good-Bye Luv… | PAVV 인기 가수상 - 장우혁 - 지지 않는 태양 - god - 보통날 YEPP 신인 가수상 - 아이비 - 오늘밤 일 - 이루 - 다시 태어나도 - 임정희 - Music is my life YEPP 힙합상 - 에픽하이 - Fly HAUZEN 트로트상 - 장윤정 - 짠짜라 공로상 - 조용필 |

### 2006년
| - 사회자 : 류시원, 강수정 - 일시 : 2006년 12월 14일 오후 6시 30분 - 중계사 : Mnet, KMTV - 장소 : 올림픽공원 올림픽 홀 대상 - 동방신기 - "O"-正.反.合. 디지털 음원대상 - SG 워너비 - 내 사람: Partner for Life 본상 - 김종국 - 편지 - 동방신기 - "O"-正.反.合. - 바이브 - 그 남자 그 여자 - 버즈 - 남자를 몰라 - 손호영 - 운다 - 신승훈 - Dream of My Life - 신화 - Once in a Lifetime - SG 워너비 - 내 사람: Partner for Life - 엠씨 더 맥스 - 사랑은 아프려고 하는 거죠 - 플라이 투 더 스카이 - 남자답게 | HAUZEN 인기상 - 백지영 - 사랑 안 해 - 박상민 - 해바라기 Zipel 신인상 - 가비엔제이 - Happiness - 슈퍼주니어 - Twins - 씨야 - 여인의 향기 PAVV 힙합상 - MC몽 - 아이스크림 HAUZEN 트로트상 - 장윤정 - 이따 이따요 디지털 음원 부문 인기상 - 이루 - 까만 안경 |

### 2007년
| - 사회자 : 류시원, 김아중 - 일시 : 2007년 12월 14일 오후 6시 - 중계사 : Mnet, KMTV - 장소 : 올림픽공원 올림픽 홀 대상 - SG 워너비 - 아리랑 디지털 음원 대상 - 아이비 - 이럴거면 디스크 본상 - 빅뱅 - Dirty Cash - 슈퍼주니어 - Don't Don - 신혜성 - 첫 사람 - 양파 - 사랑.. 그게 뭔데 - SG 워너비 - 아리랑 - 에픽하이 - FAN - 휘성 - 사랑은 맛있다 디지털 본상 - 씨야 - 사랑의 인사 - 아이비 - 이럴 거면 - 원더걸스 - Tell Me | Anycall 신인상 - 소녀시대 - 소녀시대 - FT아일랜드 - 사랑앓이 - 윤하 - 비밀번호 486 Anycall 인기상 - 소녀시대 - 소녀시대 - 슈퍼주니어 - Don't Don - FT아일랜드 - 사랑앓이 - 원더걸스 - Tell Me 트로트 음원상 - 장윤정 - 첫사랑 Ceci 힙합상 - 다이나믹 듀오 - 출첵 Ceci 특별상 - 김아중 - 마리아 제작자상 - 박진영 |

### 2008년
| - 사회자 : 신동엽, 박지윤 - 일시 : 2008년 12월 10일 오후 7시 - 중계사 : Mnet, KMTV - 장소 : 올림픽공원 올림픽 홀 대상 - 동방신기 - 주문(MIROTIC) 디지털 음원 대상 - 쥬얼리 - One More Time 디스크 본상 - 신화 - Run - 비 - Rainism - SG 워너비 - 라라라 - 김동률 - 다시 시작해 보자 - 브라운 아이즈 - 가지마 가지마 - 동방신기 - 주문-MIROTIC 디지털 음원 본상 - 쥬얼리 - One More Time - 원더걸스 - So Hot - 브라운 아이드 걸스 - LOVE - MC몽 - 서커스 | YEPP 신인상 - 샤이니 - 산소 같은 너 - 다비치 - 사랑과 전쟁 YEPP 인기상 - 동방신기 - 주문-MIROTIC - FT아일랜드 - 사랑후애 - 손호영 - I Know - 태연 - 들리나요 COSMOPOULITAN ROCK상 - Nell - 기억을 걷는 시간 트로트상 - 장윤정 - 장윤정 트위스트 공로상 - 김창완 제작자상 - 이수만 뉴 트렌드상 - 김종욱 |

### 2009년
| - 사회자 : 김성주, 박지윤 - 일시 : 2009년 12월 10일 오후 7시 - 중계사 : 코미디TV, QTV, Y-Star - 장소 : 올림픽공원 올림픽 홀 대상 - 슈퍼주니어 - Sorry, Sorry Samsung YEPP 디지털 음원 대상 - 소녀시대 - Gee 본상 - 2PM - Heartbeat - 이승철 - 사랑 참 어렵다 - 슈퍼주니어 - Sorry, Sorry - 드렁큰타이거 - Feel Good Music - SG 워너비 - 사랑해 디지털 음원 본상 - 백지영 - 총 맞은 것처럼 - 다비치 - 8282 - 손담비 - 토요일 밤에 - 소녀시대 - 소원을 말해봐 - 이승기 - 결혼해줄래 | Samsung YEPP 신인상 - 4minute - Hot Issue - 티아라 - 거짓말 Samsung YEPP 인기상 - 샤이니 - Ring Ding Dong - 슈퍼주니어 - Sorry, Sorry ROCK상 - 장기하와 얼굴들 - 싸구려 커피 힙합상 - 에픽하이 - 따라해 공로상 - 송창식 제작자상 - 이호연 DSP미디어 대표 |

### 2010년
| - 사회자 : 탁재훈, 최송현 - 일시 : 2010년 12월 9일 오후 7시 - 중계사 : 코미디TV, QTV, Y-Star - 장소 : 고려대학교 화정체육관 음반대상 - 소녀시대 - Oh! 음원대상 - 2AM - 죽어도 못보내 본상 - 샤이니 - Lucifer - 소녀시대 - Oh! - 슈퍼주니어 - 미인아 - 보아 Hurricane Venus - DJ DOC 나 이런 사람이야 디지털 음원 본상 - Miss A - Bad Girl Good Girl - 아이유 X 임슬옹 - 잔소리 - 이승기 - 사랑이 술을 가르쳐 - 씨엔블루 - 외톨이야 - 2AM - 죽어도 못 보내 | Samsung YEPP 신인상 - 비스트 - Shock - 시크릿 - Magic - 씨스타 - Push Push Ceci 인기상 - 샤이니 - Lucifer - 소녀시대 - Run Devil Run COSMOPOLITAN ROCK상 - FT아일랜드 - 사랑 사랑 사랑 힙합상 - 슈프림팀 - 땡땡땡 MSN 아시아 인기상 - 슈퍼주니어 - 미인아 공로상 - 故 박춘석 작곡가 제작자상 - 홍승성 큐브엔터테인먼트 대표 |

### 2011~2012년
| - 사회자 : 이특 (슈퍼주니어), 박규리 (카라) - 일시 : 2012년 1월 11일 오후 6시 30분 - 중계사 : JTBC - 장소 : 일본 오사카 돔 대상 - 슈퍼주니어 - Mr. Simple 본상 - 슈퍼주니어 - Mr. Simple - 카라 - STEP - 비스트 - Fiction And Fact - 씨엔블루 - First Step - 인피니트 - Over The Top - 엠블랙 - BLAQ Style - 박재범 - TAKE A DEEPER LOOK - f(x) - 피노키오 최고 한류 스타상 - 카라 | 한류 아이콘상 - 인피니트 - 레인보우 Ceci K-POP 아이콘상 - 비스트 인기상 - 슈퍼주니어 MSN Japan상 - 슈퍼주니어 신인상 - 에이핑크 - 몰라요 - B1A4 - OK - 달샤벳 - Bling Bling 제작자상 - 홍승성 큐브엔터테인먼트 대표 |

| - 사회자 : 이홍기 (FT 아일랜드), 수지 - 일시 : 2012년 1월 12일 오후 6시 30분 - 중계사 : JTBC - 장소 : 일본 오사카 돔 대상 - 소녀시대 - The Boys 본상 - 소녀시대 - The Boys - 포미닛 - 거울아 거울아 - 시크릿 - 별빛달빛 - 케이윌 - 가슴이 뛴다 - 씨엔블루 - 직감 - 미스에이 - Good-Bye Baby - G.NA - Black & White - 씨스타 - So Cool 신인상 - 보이프렌드 - Boyfriend - 허각 - Hello | 한류 아이콘상 - 초신성 아시아 최고 그룹상 - 씨엔블루 MSN International상 - 비스트 비비드림상 - 씨엔블루 코스모폴리탄 펀 앤 피어리스 뮤지션상 - FT아일랜드 Rock상 - FT아일랜드 |

### 2013년
| - 사회자 : 정용화 (씨엔블루), 니콜 (카라) - 일시 : 2013년 1월 15일 오후 7시 30분 - 중계사 : JTBC - 장소 : 말레이시아 쿠알라룸푸르 세팡 인터네셔널 서킷 대상 - 슈퍼주니어 - Sexy, Free & Single 본상 - 슈퍼주니어 - Sexy, Free & Single - 카라 - PANDORA - 비스트 - Midnight Sun - 포미닛 - Volume Up - 씨엔블루 - EAR FUN - 인피니트 - Infinitize - B1A4 - IGNITION - FT아일랜드 - GROWN-UP - 샤이니 - Sherlock 베스트 댄스 퍼포먼스상 - 트러블 메이커 베스트 그룹 퍼포먼스상 - 인피니트 | 넥스트 제너레이션상 - 비투비 MSN 사우스이스트아시아상 - 슈퍼주니어 말레이시아 최고 인기상 - 카라 - 씨엔블루 인기상 - 샤이니 JTBC 베스트 아티스트상 - 비스트 신인상 - EXO-K - MAMA - 주니엘 - illa illa 제작자상 - 한성호 FNC 엔터테인먼트 대표 |

| - 사회자 : 이홍기 (FT 아일랜드), 다솜 - 일시 : 2013년 1월 16일 오후 7시 30분 - 중계사 : JTBC - 장소 : 말레이시아 쿠알라룸푸르 세팡 인터네셔널 서킷 대상 - 싸이 - 강남스타일 본상 - 미스에이 - Touch - 빅뱅 - Fantastic Baby - 시크릿 - Poison - 케이윌 - 니가 필요해 - 싸이 - 강남스타일 - f(x) - Electric Shock - 지드래곤 - 크레용 - 2NE1 - I Love You - 씨스타 - 나 혼자 - 허각 - 나를 사랑했던 사람아 - 티아라 - Lovey-Dovey 신인상 - B.A.P - Warrior - 이하이 - 1,2,3,4 - 에일리 - Heaven | 힙합상 - 에픽하이 골든 싱글상 - 틴탑 MSN International상 - 빅뱅 Ceci 인기상 - 지드래곤 Galaxy 스타상 - 씨스타 인스타일 패셔니스타상 - 이홍기 |

### 2014년
- 사회자
  - 음원 부문 : 민호 (샤이니), 윤두준 (하이라이트), 정용화 (씨엔블루)
  - 음반 부문 : 오상진, 소녀시대 (태연, 티파니)
- 일시 : 2015년 1월 16일 오후 4시 35분
- 중계사 : JTBC, QTV
- 장소 : 경희대학교 평화의 전당

| 시상 구분            | 수상자                                                                 |
| -------------------- | ---------------------------------------------------------------------- |
| 음반 대상            | EXO 《XOXO》                                                           |
| 디지털 음원 대상     | 싸이 〈GENTLEMAN〉                                                     |
| 음반 본상            | B1A4, f(x), 비스트, 샤이니, 소녀시대, EXO, 인피니트, 조용필            |
| 디지털 음원 본상     | 2NE1, 다비치, 싸이, 씨스타, 씨엔블루, 에이핑크, 에일리, 이승철, 포미닛 |
| 음반 인기상          | 비스트, 샤이니                                                         |
| 음원 인기상          | 로이킴, 소녀시대                                                       |
| 음반 신인상          | 로이킴, 방탄소년단                                                     |
| 디지털 음원 신인상   | 김예림, 크레용팝                                                       |
| 제작자상             | 홍승성                                                                 |
| 굿윌 스타상          | 씨엔블루                                                               |
| 쎄씨 아시아 아이콘상 | 샤이니, 씨스타                                                         |
| 집행위원 특별상      | 들국화                                                                 |
| 힙합상               | 배치기                                                                 |

### 2015년[5]
- 사회자 : 김성주, 페이, 김종국
- 일시 : 2016년 1월 14일 오후 6시 30분
- 중계사 : JTBC
- 장소 : 중국 북경 완스다 중신

| 시상 구분                   | 수상자                                                                             |
| --------------------------- | ---------------------------------------------------------------------------------- |
| 대상                        | 태양 〈눈, 코, 입 〉                                                               |
| 본상                        | AOA, 에일리, 걸스데이, 케이윌, 에픽하이, 소유 X 정기고, 현아, 씨스타, 태양, 비스트 |
| 음원 인기상                 | 비스트, 소녀시대                                                                   |
| 음원 신인상                 | GOT7, WINNER                                                                       |
| 음원 차이나 굿윌 스타상     | GOT7                                                                               |
| 남자 그룹 베스트 퍼포먼스상 | 비스트 - 12시 30분                                                                 |
| 음원 넥스트 제너레이션상    | 테이스티                                                                           |
| 트랜드 오브 디 이어         | 소유 X 정기고                                                                      |
| 베스트 OST상                | 허각                                                                               |
| 베스트 힙합상               | 에픽하이 - 헤픈엔딩                                                                |

- 사회자 : 전현무, 이특 (슈퍼주니어), 티파니 (소녀시대)
- 일시 : 2016년 1월 15일 오후 6시 30분
- 중계사 : JTBC
- 장소 : 중국 북경 완스다 중신

| 시상 구분                   | 수상자                                                                                                 |
| --------------------------- | --- |
| 대상                        | EXO 《중독》                                                                                           |
| 본상                        | 소녀시대-태티서, 소녀시대, EXO, 슈퍼주니어, 인피니트, 씨엔블루, 태민, B1A4, 빅스, 에이핑크, 방탄소년단 |
| 음반 인기상                 | 투하트, 태민                                                                                           |
| 음반 신인상                 | 레드벨벳                                                                                               |
| 음반 차이나 굿윌 스타상     | 씨엔블루                                                                                               |
| 아시아 아이콘상             | 씨엔블루                                                                                               |
| 여자 그룹 베스트 퍼포먼스상 | 에이핑크 - LUV                                                                                         |
| 아이치이 인기상             | 씨엔블루                                                                                               |
| 음반 넥스트 제너레이션상    | 베스티                                                                                                 |
| 베스트 트로트상             | 홍진영                                                                                                 |

### 2016년[6]
- 사회자 : 전현무, 김종국, 서현 (소녀시대)
- 일시 : 2017년 1월 20일 오후 7시
- 중계사 : JTBC, QTV, V APP
- 장소 : 경희대학교 평화의 전당

| 시상 구분           | 수상자                                                                  |
| ------------------- | ----------------------------------------------------------------------- |
| 대상                | 빅뱅 〈LOSER〉                                                          |
| 본상                | AOA, 빅뱅, EXID, 소녀시대, 박진영, 규현, 레드벨벳, 씨스타, 태연, Zion.T |
| 신인상              | 여자친구, IKON                                                          |
| 아이치이 아티스트상 | 빅뱅, 태연                                                              |
| 넥스트 제너레이션상 | 몬스타엑스                                                              |
| 베스트 록밴드상     | 혁오                                                                    |
| 베스트 R&B 힙합상   | San E                                                                   |

- 사회자 : 전현무, 이특 (슈퍼주니어), 크리스탈
- 일시 : 2017년 1월 21일 오후 7시
- 중계사 : JTBC, JTBC2, V APP

〈〉* 장소 : 경희대학교 평화의 전당
| 시상 구분                | 수상자                                                                            |
| ------------------------ | --------------------------------------------------------------------------------- |
| 대상                     | EXO 《EXODUS》                                                                    |
| 본상                     | 에이핑크, 비스트, 방탄소년단, 씨엔블루, EXO, f(x), 종현, 샤이니, 슈퍼주니어, 빅스 |
| 골든디스크 인기상        | 샤이니                                                                            |
| 골든디스크 글로벌 인기상 | EXO                                                                               |
| JTBC2 신인상             | 세븐틴, 트와이스                                                                  |
| 베스트 보컬상            | 비투비, 정용화                                                                    |

### 2017년
- 사회자 : 황치열, 정용화 (씨엔블루), 서현 (소녀시대)
- 일시 : 2018년 1월 13일 오후 5시
- 중계사 : JTBC, JTBC2, V APP
- 장소 : KINTEX

| 시상 구분         | 수상자                                                                       |
| ----------------- | ---------------------------------------------------------------------------- |
| 대상              | 트와이스 〈CHEER UP〉                                                        |
| 본상              | 여자친구, 이하이, 어반자카파, 마마무, TWICE, 수지 X 백현, 지코, 태연, 임창정 |
| 아시아 인기상     | 김재중                                                                       |
| 음원 신인상       | 볼빨간 사춘기, 블랙핑크                                                      |
| 베스트 R&B 소울상 | 크러쉬                                                                       |
| 베스트 OST상      | 거미 - You Are My Everything (드라마 태양의 후예)                            |
| 베스트 퍼포먼스상 | 젝스키스, 씨스타                                                             |
| 글로벌 K팝밴드상  | 씨엔블루                                                                     |

- 사회자 : 성시경, 강소라
- 일시 : 2018년 1월 14일 오후 5시
- 중계사 : JTBC, JTBC2, V APP
- 장소 : KINTEX

| 시상 구분             | 수상자                                                                  |
| --------------------- | ----------------------------------------------------------------------- |
| 대상                  | EXO 《EX'ACT》                                                          |
| 본상                  | EXO, 세븐틴, 샤이니, GOT7, 몬스타엑스, 빅스, 태민, 방탄소년단, 인피니트 |
| 음반 인기상           | 샤이니                                                                  |
| 음반 신인상           | NCT, 아이오아이                                                         |
| 글로벌 K팝 아티스트상 | 방탄소년단                                                              |
| 제작자상              | 방시혁 - 빅히트 엔터테인먼트 대표                                       |
| CeCi 아이콘상         | EXO, 레드벨벳                                                           |

### 2018년
- 사회자 : 이승기, 이성경
- 일시 : 2019년 1월 13일 오후 5시
- 중계사 : JTBC, JTBC2, V APP
- 장소 : KINTEX

| 시상 구분         | 수상자 |
| ----------------- | --- |
| 대상              | 아이유 〈밤편지〉                                                                                         |
| 음원 본상         | BLACKPINK, 헤이즈, 악동뮤지션, 볼빨간사춘기, TWICE, WINNER, BIGBANG, 윤종신, 레드벨벳, 아이유, 방탄소년단 |
| 음원 신인상       | Wanna One                                                                                                 |
| 베스트 R&B 소울상 | 수란 |
| 베스트 록 밴드상  | 혁오 |
| 베스트 남자그룹   | BTOB |
| 베스트 여자그룹   | 여자친구                                                                                                  |

- 사회자 : 성시경, 강소라
- 일시 : 2019년 1월 14일 오후 5시
- 중계사 : JTBC, JTBC2, V APP
- 장소 : KINTEX

| 시상 구분            | 수상자                                                                                           |
| -------------------- | ------------------------------------------------------------------------------------------------ |
| 대상                 | 방탄소년단 《LOVE YOURSELF 承 'Her'》                                                            |
| 본상                 | 뉴이스트 W, 몬스타엑스, 황치열, 세븐틴, TWICE, GOT7, 태연, 소녀시대, 방탄소년단, EXO, 슈퍼주니어 |
| 베스트 OST상         | 에일리 - 첫눈처럼 너에게 가겠다 (드라마 쓸쓸하고 찬란하神 - 도깨비)                              |
| 글로벌 인기상        | EXO                                                                                              |
| CeCi 아시아 아이콘상 | EXO, TWICE                                                                                       |
| 지니뮤직 인기상      | EXO                                                                                              |

### 2019년
- 사회자 : 이승기, 박민영
- 일시 : 2020년 1월 5일 오후 5시
- 중계사 : JTBC, JTBC2, JTBC4, 네이버 V LIVE
- 장소 : 고척스카이돔

| 시상 구분                                | 수상자                                                                                   |
| ---------------------------------------- | ---------------------------------------------------------------------------------------- |
| 대상                                     | iKON 〈사랑을 했다 (LOVE SCENARIO)〉                                                     |
| 음원 본상                                | iKON, 방탄소년단, 트와이스, 블랙핑크, 로이킴, 청하, 볼빨간사춘기, 빅뱅, 마마무, 모모랜드 |
| 음원 신인상                              | (여자)아이들                                                                             |
| 올해의 발라드상                          | 임창정                                                                                   |
| 심사위원 특별상                          | 봄여름가을겨울                                                                           |
| 베스트 남자그룹                          | 워너원                                                                                   |
| 베스트 여자그룹                          | 여자친구                                                                                 |
| 베스트 힙합상                            | 송민호                                                                                   |
| 코스모폴리탄 아티스트상                  | 워너원, 블랙핑크                                                                         |
| 2019 글로벌 V라이브 탑텐 베스트 아티스트 | 방탄소년단                                                                               |

- 사회자 : 성시경, 강소라
- 일시 : 2020년 1월 6일 오후 5시
- 중계사 : JTBC, JTBC2, JTBC4, 네이버 V LIVE
- 장소 : 고척스카이돔

| 시상 구분                    | 수상자                                                                                 |
| ---------------------------- | -------------------------------------------------------------------------------------- |
| 대상                         | 방탄소년단 《LOVE YOURSELF 結 'Answer'》                                               |
| 음반 본상                    | 뉴이스트 W, NCT 127, 워너원, 트와이스, 세븐틴, 종현, 몬스타엑스, GOT7, EXO, 방탄소년단 |
| 음반 신인상                  | 아이즈원, 스트레이 키즈                                                                |
| 베스트 OST상                 | 폴 킴 - 모든 날, 모든 순간(드라마 키스 먼저 할까요)                                    |
| U+ 아이돌 Live 인기상        | 방탄소년단                                                                             |
| 왕이윈뮤직 골든디스크 인기상 | 방탄소년단                                                                             |

### 2020년
- 사회자 : 성시경, 이다희
- 일시 : 2021년 1월 4일 오후 5시
- 중계사 : JTBC, JTBC2, JTBC4, 네이버 V LIVE
- 장소 : 고척스카이돔

| 시상 구분           | 수상자                                                                             |
| ------------------- | ---------------------------------------------------------------------------------- |
| 대상                | 방탄소년단 〈작은 것들을 위한 시〉                                                 |
| 음원 본상           | 방탄소년단, 엠씨더맥스, 잔나비, 제니, 태연, 청하, 폴킴, 악동뮤지션, ITZY, 트와이스 |
| 신인상              | ITZY, TOMORROW X TOGETHER                                                          |
| 제작자상            | 방시혁                                                                             |
| 베스트 R&B 힙합     | 지코                                                                               |
| 베스트 트로트       | 송가인                                                                             |
| 베스트 솔로아티스트 | 화사                                                                               |
| 베스트 그룹         | 마마무                                                                             |
| 넥스트 제너레이션   | 김재환, AB6IX, ATEEZ                                                               |

- 사회자 : 이승기, 박소담
- 일시 : 2021년 1월 5일 오후 5시
- 중계사 : JTBC, JTBC2, JTBC4, 네이버, V LIVE
- 장소 : 고척스카이돔

| 시상 구분                            | 수상자                                                                                      |
| ------------------------------------ | ------------------------------------------------------------------------------------------- |
| 대상                                 | 방탄소년단 《MAP OF THE SOUL : PERSONA》                                                    |
| 음반 본상                            | 뉴이스트, 방탄소년단, 백현, 슈퍼주니어, 세븐틴, EXO-SC, GOT7, MONSTA X, NCT DREAM, 트와이스 |
| 틱톡 골든디스크 인기상               | 방탄소년단                                                                                  |
| 왕이윈뮤직 팬스 초이스 케이팝 스타상 | 방탄소년단                                                                                  |
| 코스모폴리탄 아티스트                | 뉴이스트, 트와이스                                                                          |
| 베스트 OST상                         | 거미 - 기억해줘요 내 모든 날과 그때를(드라마 호텔 델루나)                                   |
| 베스트 퍼포먼스(남)                  | 아스트로                                                                                    |
| 베스트 퍼포먼스(여)                  | (여자)아이들                                                                                |

### 2021년
- 사회자 : 이승기, 박소담
- 일시 : 2022년 1월 9일 오후 3시 50분~
- 중계사 : JTBC, JTBC2, JTBC4
- 온라인 : Golden Disc

Awards
- 장소: 킨텍스

| 시상 구분           | 수상자                                                                           |
| ------------------- | -------------------------------------------------------------------------------- |
| 대상                | 아이유 〈Blueming〉                                                              |
| 음원 본상           | 블랙핑크, 화사, ITZY, 레드벨벳, 오마이걸, 지코, 노을, 마마무, 아이유, 방탄소년단 |
| 베스트 발라드       | 이승기                                                                           |
| 베스트 솔로아티스트 | 제시                                                                             |
| 베스트 그룹         | 몬스타엑스                                                                       |
| 베스트 트로트       | 임영웅                                                                           |
| 베스트 R&B 힙합     | 창모                                                                             |
| 골든 초이스         | 뉴이스트                                                                         |
| 넥스트 제너레이션   | 이달의소녀, 더보이즈                                                             |

- 사회자 : 성시경, 이다희
- 일시 : 2022년 1월 10일 오후 3시 50분~
- 중계사 : JTBC, JTBC2, JTBC4
- 온라인 : Golden Disc

Awards
- 장소 : 킨텍스

| 시상 구분                         | 수상자                                                                                  |
| --------------------------------- | --------------------------------------------------------------------------------------- |
| 대상                              | 방탄소년단 〈MAP OF THE SOUL : 7〉                                                      |
| 음반 본상                         | NCT, EXO, 백현, 투모로우바이투게더, GOT7, BLACKPINK, TWICE, 세븐틴, NCT 127, 방탄소년단 |
| 신인상                            | ENHYPEN, 트레저, 김호중                                                                 |
| 큐라프록스 골든디스크 인기상      | 방탄소년단                                                                              |
| QQ 뮤직 팬스 초이스 케이팝 스타상 | EXO                                                                                     |
| 코스모폴리탄 아티스트             | NCT 127                                                                                 |
| 베스트 OST상                      | 조정석 - (드라마 슬기로운 의사생활)                                                     |
| 베스트 퍼포먼스(남)               | 스트레이 키즈                                                                           |
| 베스트 퍼포먼스(여)               | (여자)아이들                                                                            |

### 2022년
- 사회자 : 성시경, 이다희, 박소담, 닉쿤 (2PM)
- 일시 : 2023년 1월 7일 밤 8시
- 중계사 : JTBC, JTBC2, JTBC4
- 장소 : 태국 방콕 라차망칼라 스타디움

| 시상 구분                | 수상자                                                                      |
| ------------------------ | --------------------------------------------------------------------------- |
| 음반 대상                | 방탄소년단                                                                  |
| 디지털 음원 대상         | IVE                                                                         |
| 음반 본상                | ENHYPEN, NCT DREAM, NCT 127, BLACKPINK, 세븐틴, Stray Kids, NCT, 방탄소년단 |
| 디지털 음원 본상         | NewJeans, 임영웅, IVE, 김민석, (여자)아이들, 박재범, 싸이, BIGBANG          |
| 신인상                   | NewJeans, LE SSERAFIM, IVE                                                  |
| TikTok 골든디스크 인기상 | 방탄소년단                                                                  |
| 베스트 퍼포먼스          | 세븐틴                                                                      |
| 베스트 솔로 아티스트     | 윤하, 비오                                                                  |
| 베스트 그룹              | 트레저                                                                      |
| 베스트 R&B HipHop        | 빅 나티                                                                     |
| 베스트 프로듀서          | 서현주 (스타쉽엔터테인먼트 PD)                                              |
| 최고 인기 가수상         | Stray Kids, (여자)아이들                                                    |
| THAI K-POP artist        | 세븐틴                                                                      |
| THAI Fan's Support       | 제이홉                                                                      |
| 아티스트 오브 디 이어    | 싸이                                                                        |

### 2023년
- 사회자 : 성시경, 차은우 (아스트로)
- 일시 : 2024년 1월 6일 밤 9시
- 중계사 : JTBC[7], JTBC2, JTBC4
- 장소 : 자카르타 인터내셔널 스타디움

| 시상 구분                               | 수상자                                                                                                  |
| --------------------------------------- | --- |
| 음반 대상                               | 세븐틴                                                                                                  |
| 디지털 음원 대상                        | NewJeans                                                                                                |
| 음반 본상                               | 제로베이스원, LE SSERAFIM, IVE, ENHYPEN, 세븐틴, Stray Kids, aespa, 투모로우바이투게더, 정국, NCT DREAM |
| 디지털 음원 본상                        | NewJeans, 정국, 지수, IVE, LE SSERAFIM, 부석순, 박재정, 스테이씨, 세븐틴, (여자)아이들                  |
| 신인상                                  | 제로베이스원, FIFTY FIFTY                                                                               |
| Next Generation                         | BOYNEXTDOOR                                                                                             |
| 벅스 페이보릿 골든디스크 인기상 남.여자 | 임영웅, 지수                                                                                            |
| 제작자상                                | 민희진 (어도어 PD)                                                                                      |
| Indonesia Fan's Choice                  | 투모로우바이투게더                                                                                      |
| 글로벌 K팝 아티스트상                   | Stray Kids                                                                                              |

## 같이 보기
- 엠넷 아시안 뮤직 어워드
- 멜론 뮤직 어워드
- 하이원 서울가요대상
- 한국대중음악상
- 가온차트 뮤직 어워즈
- 소리바다 베스트 케이뮤직 어워즈
- 아시아 아티스트 어워즈
- 지니 뮤직 어워드
- 더 팩트 뮤직 어워즈
- KPMA